# Siphocampylus leptophyllus
Siphocampylus leptophyllus là loài thực vật có hoa trong họ Hoa chuông. Loài này được Urb. miêu tả khoa học đầu tiên năm 1930.